# Plasmobates minor
Plasmobates minor är en kvalsterart som beskrevs av Balogh 1958. Plasmobates minor ingår i släktet Plasmobates och familjen Plasmobatidae. Inga underarter finns listade i Catalogue of Life.